# Théo Lefèvre
Théodore Joseph Albéric Marie "Théo" Lefèvre (17 de enero de 1914 – 18 de septiembre de 1973) fue un abogado de tribunal de justicia de Ghent. En 1946 ejerció como diputado del parlamento belga para el PSC-CVP. Entre el 25 de abril de 1961 y el 28 de julio de 1965 fue el 39.º Primer ministro de Bélgica.

## Carrera política
Théo Lefèvre fue elegido a la Cámara de Representantes en 1946 y trabajo en ello hasta 1971, cuándo ejerció como miembro del Senado belga (1971-1973).
En septiembre de 1950 Lefèvre asumió como presidente del PSC-CVP (1950-1961). En diciembre de 1958 fue nombrado ministro de estado.
En 1961, después de la caída del cuarto gobierno de Gaston Eyskens y tras las elecciones automáticas, Lefèvre ejerció como primer ministro del gobierno de coalición con los socialistas belgas. Durante este periodo, el ejército belga intervino en el Congo (Operación Dragón Carmín). Su gobierno tenía una fuerte oposición y la reforma de cuidado de la salud prevista sólo tuvo éxito debido a las grandes concesiones hechas por el gobierno. Teniendo un fuerte rechazo popular, Lefèvre perdió las elecciones de 1965 y fue excluido del próximo gobierno, el cual era un gobierno de coalición de demócratas-cristianos y liberales.
En 1968 Lefèvre fue otra vez incluido en el gobierno dirigido por Gaston Eyskens (Eyskens V) como ministro sin carpeta, encargado de la política científica (1968-1972). En 1972 (Eyskens VI)  se convirtió en el secretario estatal para la política científica (enero de 1972 - enero de 1973).